# Ashley, Staffordshire
Ashley är en by i civil parish Loggerheads, i distriktet Newcastle-under-Lyme, i grevskapet Staffordshire i England. Byn är belägen 20,6 km från Stafford. Orten har 637 invånare (2016). Ashley var en civil parish fram till 1984 när blev den en del av Loggerheads. Civil parish hade 1 237 invånare år 1961. Byn nämndes i Domedagsboken (Domesday Book) år 1086, och kallades då Esselie.